# Techiman Eleven Wonders
Der Techiman Eleven Wonders Football Club ist ein ghanaischer Fußballverein aus Techiman. Aktuell spielt der Verein in der zweiten Liga des Landes, der Division One League.

## Stadion
Der Verein trägt seine Heimspiele im Ohene Ameyaw Park  in Techiman aus. Das Stadion hat ein Fassungsvermögen von 2000 Personen.
Die Saison 2020/21 trug der Verein seine Heimspiele im 20.000 Zuschauer fassenden Len Clay Stadium in Obuasi aus.

## Trainerchronik
| Trainer              | Nation | von               | bis               |
| -------------------- | ------ | ----------------- | ----------------- |
| Abdul Mumuni Gamel   | Ghana  | 1. Januar 2018    | 30. Juni 2019     |
| Frimpong Manso       | Ghana  | 1. Dezember 2019  | 23. Dezember 2019 |
| Ignatius Osei-Fosu   | Ghana  | 24. Dezember 2019 | 19. August 2021   |
| Joachim Yaw          | Ghana  | 1. Oktober 2021   | 16. Februar 2022  |
| Prince George Koffie | Ghana  | 6. März 2022      |                   |